# Tanquián de Escobedo
Tanquián de Escobedo è una municipalità dello stato di San Luis Potosí, nel Messico centrale, il cui capoluogo è la omonima località.
Conta 14.382 abitanti (2010) e ha una estensione di 142,79 km².